# Chiến dịch Hiệp Đức – Đồng Dương
Lỗi Lua: bad argument #1 to 'lc' (string expected, got number).

## Trận Hiệp Đức (1965)
Đây là trận mở màn của chiến dịch. QGP tổ chức lực lượng tiến công vào quận lỵ Hiệp Đức, nơi là nằm ngoài cùng trong tuyến phòng thủ phía Tây của QLVNCH ở tỉnh Quảng Nam, trên trục đường 16, nên rất có giá trị về mặt chiến thuật đối với QLVNCH. QGP nhận định khi bị tiến công chắc chắn QLVNCH sẽ điều viện binh để chiếm lại mục tiêu. Trung đoàn 1 triển khai các tiểu đoàn 40, 60, 90, Đại đội Súng máy phòng không 12,7mm tham chiến ở Hiệp Đức. Sau 2 giờ chiến đấu, QGP làm chủ hoàn toàn quận lỵ, thực hiện được ý định khêu ngòi, câu viện binh VNCH ra ứng cứu. Nhưng do bố trí hỏa lực và dự kiến khu vực đổ quân chưa chính xác nên kết quả diệt viện của QGP còn hạn chế. Quân tiếp viện của QLVNCH tăng cường phòng thủ quận lỵ và gây nhiều thương vong cho QGP.

## Trận Cẩm Khê (1965)
Sau khi quân VNCH bị thiệt hại nặng nề ở trận Đồng Dương, quân Mỹ đã phải hành quân giải nguy. Chủ trương của Bộ chỉ huy Chiến dịch là tránh để chủ lực của QGP đối đầu trực diện với quân Mỹ mà chờ thời cơ khi lính Mỹ hành quân về chủ quan, phòng bị sơ hở sẽ tiến công. Sau nhiều ngày lùng sục mệt mỏi, đến 13 giờ ngày 18-12-1965, quân Mỹ trên đường rút lui về Quán Rường đã bị Trung đoàn 1 (thiếu) của QGP phục kích tại chợ Cẩm Khê. Trận phục kích này QGP đẩy lui hơn 450 lính Mỹ nhưng không làm chủ được chiến trường. Đến ngày 19-12, Mỹ và VNCH rút bỏ các vị trí đã chiếm, QGP tiếp tục chặn đánh. Nhận thấy thời cơ đã hết, QGP chủ động kết thúc chiến dịch.

## Kết quả
Kết quả QGP loại khỏi vòng chiến đấu hơn 6 ngàn lính Mỹ và VNCH, bắt sống 483 lính, bắn rơi 66 máy bay, thu được 809 súng các loại, phá hủy 29 xe quân sự, phá 35 ấp chiến lược... giải phóng 43.000 dân. Thắng lợi của Chiến dịch Hiệp Đức-Đồng Dương đã khẳng định khả năng đánh thắng liên minh Mỹ-VNCH của Quân Giải phóng